# Kozolike antilope
Kozolikim antilopama  se ponekad naziva neformalna skupina dvaju potporodica, Caprinae i Pantholopinae. Pri tome, potporodica Caprinae obuhvaća čitav niz vrsta razvrstanih u desetak rodova (između ostalih ovce i koze), dok je potporodica Pantholopinae monotipična i ima samo jedan rod i jednu jedinu vrstu, tibetansku antilopu (Pantholops hodgsoni). Obje potporodice dio su porodice šupljorožaca. 
Ova skupina životinja poznata je od ranog miocena, no nije dostigla svoju najveću raznolikost sve do nedavnog ledenog doba, kada se velik broj njenih članova usavršio u preživljavanju u teškim, često ekstremnim, podnebljima: planinama, pustinjama i subarktičkim područjima. Nadalje, iako je većina kozolikih antilopa društveno i prilično su krupne građe, razlikuju se u mnogim pogledima. Mošusno govedo, Ovibus moschatus, prilagodilo se velikim hladnoćama tundra; američka planinska koza, Oreamnos americanus, prilagodila se veoma neprohodnom i strmovitom području Sjeverne Amerike; azijski muflon, Ovis orientalis, zauzeo je veliki dio neplodnog područja od Kašmira do Irana, uključujući mnoge pustinjske zemlje. Europski muflon, Ovis musimon, smatra se pretkom današnje domaće ovce, Ovis aries.
Mnoštvo vrsta kozolikih antilopa izumrlo je nakon ledenog doba, vjerojatno zbog ljudskog djelovanja. Od preživjelih vrsti, pet ih se smatra ugroženima. Osam vrsta klasificirano je ranjivima, dok je sedam vrsti sigurno. Sedam se vrsta smatra pod nižim rizikom. 
Članovi grupe veoma se razlikuju veličinom, od jednog metra visine sivog gorala, do 2,5 metra visine mošusnog goveda. Težina je također promjenjiva, od 30 kilograma, do 350 kilograma. Mošusna goveda u zatočeništvu dostigla su težinu preko 650 kilograma.
Prema načinu života, kapridi se dijele na dva opća dijela, branitelje izvora hrane koji su teritorijalni i brane maleno područje bogato hranom od ostalih članova iste vrste, i travojede, koji se zajedno skupljaju u veća stada i slobodno lutaju kroz veće, razmjerno neplodno područje.
Branitelji izvora hrane primitivnija su grupa: obično su manje veličine, tamnije boje, mužjaci i ženke nisu pretjerano različiti, imaju duže uši, dugu grivu i rogove čiji je oblik nalik bodežu. Travojedi su razvijenija vrsta. Obično su veći, veoma društveni, te umjesto obilježavanja teritorija pomoću osjetilnih žlijezdi, razvili su jedinstvena ponašanja dominantnosti. Ne postoji oštro ograničenje između ove dvije grupe, već samo kontinuum između gorala na jednom kraju spektra i ovaca, pravih koza i mošusnih goveda na drugom.
Prema većinskom mišljenju, preci današnjih ovaca i koza (inače prilično nejasna i loše definirana pojma) preselili su se u planinska područja: ovce su postale usavršeni stanovnici podnožja planina i obližnjih ravnica, oslanjajući se na bježanje i topot u obrani od grabežljivaca; koze su se prilagodile veoma strmom podneblju gdje su one u prednosti nad grabežljivcima.

## Klasifikacija
- PORODICA BOVIDAE
  - Potporodica Bovinae: goveda i antilope zavijenih rogova; 24 vrste u 9 rodova
  - Potporodica Cephalophinae: dujker antilope; 19 vrsta u 2 roda
  - Potporodica Hippotraginae: antilope travojedi; 23 vrste u 11 rodova
  - Potporodica Antilopinae: gazele, patuljaste antilope i sajga antilope: 38 vrsta u 14 rodova
  - Potporodica Caprinae
    - Rod Ammotragus
      - Grivasta ovca, Ammotragus lervia

    - Rod Budorcas
      - Takin, Budorcas taxicolor

    - Rod Capra
      - Divlja koza, Capra aegagrus
        - Domaća koza, Capra aegagrus hircus

      - Pigmejska koza, Capra hicus
      - Zapadni kavkaski tur, Capra caucasica
        - Capra caucasica caucasica
        - Istočni kavkaski tur, Capra caucasica cylindricornis

      - Vijoroga koza, Capra falconeri
      - Alpski kozorog, Capra ibex
      - Nubijski kozorog, Capra nubiana
      - Španjolski kozorog, Capra pyrenaica
      - Sibirski kozorog, Capra sibirica
      - Etiopski kozorog, Capra walie

    - Rod Capricornis
      - Capricornis crispus
      - Capricornis milneedwardsii
      - Capricornis rubidus
      - Capricornis sumatraensis
      - Capricornis swinhoei
      - Capricornis thar

    - Rod Hemitragus
      - Arapski tar, Hemitragus jayakari
      - Himalajski tar, Hemitragus jemlahicus
      - Hemitragus hylocrius

    - Rod Nemorhaedus
      - Nemorhaedus baileyi
      - Nemorhaedus caudatus
      - Nemorhaedus goral
      - Naemorhedus griseus

    - Rod Oreamnos
      - Američka planinska koza, Oreamnos americanus

    - Rod Ovibos
      - Mošusno govedo, Ovibos moschatus

    - Rod Ovis
      - Argali, Ovis ammon
      - Domaća ovca, Ovis aries
      - Europski muflon,  Ovis aries musimon
      - Azijski muflon, Ovis aries orientalis
      - Urial,  Ovis aries vignei
      - Američki muflon, Ovis canadensis
      - Ovis dalli
      - Snježna ovca, Ovis nivicola
      - Divlja ovca, Ovis gmelini

    - Rod Pantholops
      - Tibetanska antilopa, Pantholops hodgsoni

    - Rod Pseudois
      - Himalajska plava ovca, Pseudois nayaur
      - Patuljasta plava ovca, Pseudois schaeferi

    - Rod Rupicapra
      - Pirenejska divokoza, Rupicapra pyrenaica
      - Obična divokoza, Rupicapra rupicapra